# جايسون بالانتين
جايسون بالانتين (بالإنجليزية: Jason Ballantine)‏ هو مونتير أسترالي، ولد في 1970 في أستراليا.

## وصلات خارجية
- جايسون بالانتين على موقع IMDb (الإنجليزية)
- جايسون بالانتين على موقع ألو سيني (الفرنسية)
- جايسون بالانتين على موقع أول موفي (الإنجليزية)
- جايسون بالانتين على موقع قاعدة بيانات الأفلام السويدية (السويدية)
- جايسون بالانتين على موقع قاعدة بيانات الفيلم (الإنجليزية)
- جايسون بالانتين على موقع كينوبويسك (الروسية)